# Zephyr (Album)
Zephyr ist ein Jazzalbum von Stephanie Richards. Die 2019 im Studio A, Warren Music Center an der University of California, San Diego entstandenen Aufnahmen erschienen am 21. Oktober 2021 auf Relative Pitch Records.

## Hintergrund
Als Stephanie Richards 2019 ins Studio ging, um ihr neues Album Zephyr aufzunehmen, war sie im sechsten Monat schwanger. Dies prägte das Album sowohl im Konzept als auch in der Praxis, schrieb Daniel Margolis, was Richards dazu veranlasst habe, eine unmittelbarere Verbindung zwischen ihrem Körper und ihrer Arbeit zu erforschen. Richards wird von Joshua White am präparierten Klavier und der Perkussion unterstützt. Richards selbst spielt Trompete, Flügelhorn und verwendet dafür mitschwingende Wassergefäße. Seit 2008 verfeinert die Musikerin die Technik, ihre Trompete im Wasser zu spielen. „Anza“, benannt nach ihrer Tochter, enthält eine Aufnahme des Atems des ungeborenen Kindes, während Richards Trompete ihr flüsternd zuwendet.
Zu dem in drei Suiten gegliederten Album erschien ein Videofilm – erstellt von Vipal Monga – mit „Zephyr“, dem Eröffnungstrack von Richards’ gleichnamigen Album.

## Titelliste
- Stephanie Richards: Zephyr (Relative Pitch Records RPR1132)[3]

Sacred Sea
1. Zephyr 4:05
2. Anza 3:42
3. Amphitrite 1:05
4. Nixie 2:33
5. Sacred Sea 5:33

Sequoia
1. Cicada 2:21
2. Sequoia 3:13
3. Heeyyoookkee 3:05

Northern Lights
1. Aurora I 2:15
2. Aurora II 2:11
3. Aurora III 4:26
4. Aurora IV 3:24

Die Kompositionen stammen von Steph Richard.

## Rezeption
Daniel Margolis schrieb im Down Beat, Richards Technik, die Trompete unter Wasser zu spielen, berühre im Ergebnis zutiefst. Aber ob unter Wasser oder nicht, Richards Spiel sei durchaus beeindruckend. Die Musikerin habe vielleicht versucht, ihr Geschlecht nicht in den Mittelpunkt der Wahrnehmung und Betrachtung ihrer Musik zu stellen, aber als sie sich aufgrund ihrer damals ungeborenen Tochter darauf einließ, sei sie zu einem Ansatz und einem Album gelangt, das so stark und innovativ sei, dass das Endergebnis jede Frage beantworte.
Nach Ansicht von Mike Jurkovic, der das Album in All About Jazz rezensierte, würden sich Richards und White nicht vor Herausforderungen scheuen und vereinten sich in jeder der zwölf impulsiven Episoden von Zephyr zu einigen bezwingenden Höhenflügen, von denen jede ihre eigene Wirkung erziele. Wie Cecil Taylor, Matthew Shipp oder (in zeitgenössischerer Spielhaltung) Kris Davis sprenge White die Trance seiner Partnerin, und breche in Richards‘ fast jubelnde Erzählung von „Cicada“ mit einer Stimme ein, die widerspreche, aber die Argumentation seiner Partnerin letztlich unterstütze. Begleitet von einem Slow-Cinema-Kurzfilm von Vipal Mongay sei Zephyr nichts für schwache Nerven, resümiert der Autor.
Nach Ansicht von John Garratt (Pop Matters) nähert sich Steph Richards der Trompete ähnlich wie Natsuki Tamura, indem sie sie dämpft, sie zum Quietschen bringt und sie als Vehikel für griesiges Rauschen verwende, wenn die Lippen zusammenkommen, aber nicht ganz summen. Joshua White seinerseits sei hier kein bloßer Begleiter; seine Herangehensweise an das Klavier könne genauso abstrakt sein wie die von Richards, wenn sie ihr Instrument spiele. White präpariere auch sein Klavier (indem er Gegenstände an die Klaviersaiten legt), wodurch der eröffnende Titeltrack auf Ebenen rhythmischer Kraft gebracht werde, wie sie von Le Sacre du printemps bekannt seien. Dieser besonderen Passage gehe eine Trompetenpassage voraus, die so erstickt klänge, dass sie als Saxophon durchgehen könnte, wenn man nicht genau darauf achte. Und das geschehe alles nur innerhalb des ersten Songs. Wenn man denkt, dass Zephyr eines dieser Duett-Alben sein würde, bei denen ein glattes Klavier ein glattes, schwüles Horn begleite, das glückselige Melodien spielt, sei es das jedenfalls nicht. Zephyr sei vielmehr „ein Biest, das im Interesse aller nicht gezähmt werden sollte“. Musiker, die so schräge, unorthodoxe Herangehensweisen an ihre Instrumente haben, seien schließlich „diejenigen, die uns in Erinnerung bleiben, während die nächste Generation nach einer anderen Wand sucht, die sie einstürzen kann.“
Steph Richards sei eine außergewöhnliche Trompeterin, die zu einer seltenen Truppe von Trompetern wie Wadada Leo Smith und Lina Allemano gehöre, die eine Vision haben, die weit über das bisher Erreichte hinausgeht und sich auf das ausrichtet, was möglich ist, hieß es in Something Else!. Steph Richards’ höchst individueller Zugang zur Trompete und die interessanten Wendungen, die auf dem Titelstück „Zephyr“ zu hören sind, würden das Muster für den Rest des Albums vorgeben.
Dave Sumner zählte das Album in Bandcamp Daily zu den besten Neuveröffentlichungen des Monats im Jazz und schrieb, die Stille, die zwischen den Klangausbrüchen der Trompeterin und des Pianisten herrsche, würde eine Wirkung erzeugen, die nicht weniger stark sei als die Melodien, die sie umgeben. Manchmal klängen die beiden Musiker losgelöst voneinander, treibend und außer Reichweite. Das Thema des Albums ist „Wasser“, so der Autor, und die Musik vermittle effektiv das Gefühl der Isolation auf See. Es vermittle aber auch ein Gefühl von Freiheit – eine Reaktion, die sich in den Momenten ausdrücke, in denen sich eine Melodie mit der Stille vermische.
George Varga (The Diego Union-Tribune) zählte Zephyrzu den besten Jazzalben des Jahres und lobte, Steph Richards und Pianist Joshua White würden einander ebenso aufmerksam zuhören wie sie spielten, und ihre außergewöhnlich einfühlsame Musik wirke sorgfältig geplant und sei doch weitgehend spontan.